# Tant Blomma
Tant Blomma är en pjäs av Kristina Lugn från 1993. Pjäsen sattes ursprungligen upp på Dramaten i Stockholm. Den regisserades av Richard Looft . Thorsten Flinck spelade rollen som Tant Blomma och Tommy Nilson spelade barnet.

## Handling
Dagmamman tant Blomma planerar en utekväll, men ett av dagbarnen blir inte hämtat.